# Texas Longhorns

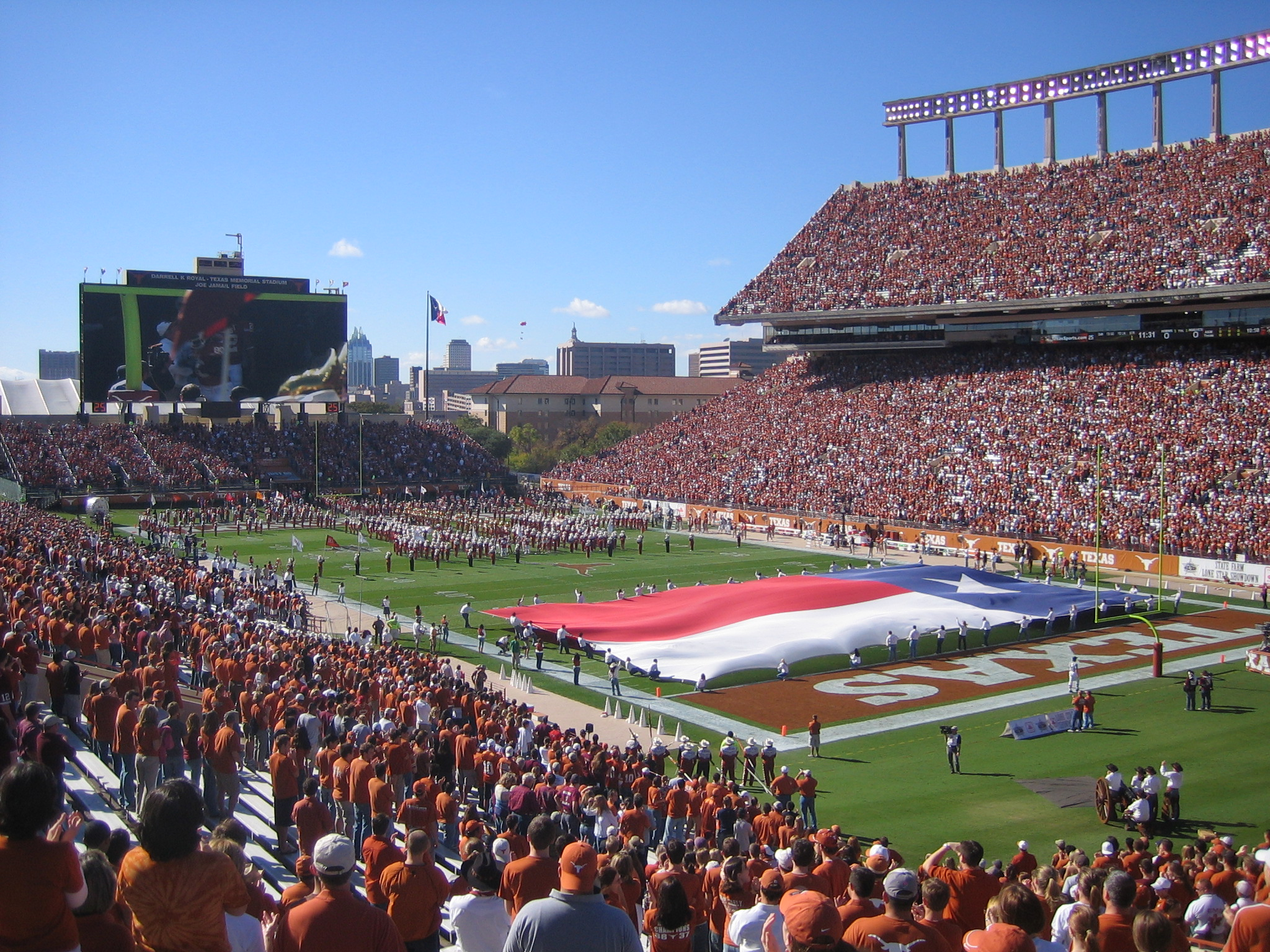
Texas Longhorns contro Texas A&M Aggies, 24 novembre 2006

Con il termine di Texas Longhorns ci si riferisce alle squadre sportive della University of Texas at Austin, una delle squadre appartenente alla Southeastern Conference, la più prestigiosa associazione nel campionato di sport universitario statunitense.
Esse comprendono varie discipline divise sia per settore maschile che femminile. Le squadre hanno vinto un totale di 47 titoli nazionali fra cui 9 di nuoto (sia maschile che femminile) e 6 di baseball.

## Settore maschile
- Baseball, in cui hanno militato Roger Clemens e Huston Street.
- Pallacanestro, in cui hanno militato LaMarcus Aldridge, D.J. Augustin, Doğuş Balbay, Ron Baxter, Kevin Durant, Daniel Gibson, Jack Gray, Royal Ivey, Cory Joseph, Slater Martin, Travis Mays, LaSalle Thompson, Tristan Thompson, Jarrett Allen, Myles Turner e Mohamed Bamba
- Corsa campestre
- Football americano, dove hanno militato Earl Campbell, Vince Young, Colt McCoy, Brian Orakpo, Aaron Ross e Ricky Williams -
- Golf, in cui hanno militato Ben Crenshaw e Tom Kite.
- Tennis
- Nuoto
- Atletica leggera

## Settore femminile
- Pallacanestro
- Corsa Campestre
- Equitazione
- Golf
- Calcio
- Softball
- Canottaggio
- Nuoto
- Tennis
- Atletica leggera
- Pallavolo